# Mistrzostwa Europy w Piłce Ręcznej Mężczyzn 2018 (eliminacje)
Kwalifikacje do Mistrzostw Europy w Piłce Ręcznej Mężczyzn 2018 miały na celu wyłonienie męskich reprezentacji narodowych w piłce ręcznej, które wystąpią w finałach tego turnieju.

## Informacje ogólne
Turniej finałowy organizowanych przez EHF mistrzostw Europy odbędzie się w styczniu 2018 roku w Chorwacji i weźmie w nim udział szesnaście drużyn. Zgłoszenia zespołów były przyjmowane od początku czerwca 2014 roku, a chęć udziału w imprezie wyraziło trzydzieści osiem narodowych reprezentacji, z których automatycznie do mistrzostw zakwalifikował się organizator zawodów. O pozostałych piętnaście miejsc rywalizować zatem w kwalifikacjach będzie trzydzieści siedem drużyn.

## Faza 1
Po raz drugi został zastosowany nowy system kwalifikacji w pierwszej fazie – objął on dziewięć najniżej rozstawionych reprezentacji, które zostały podzielone na trzy grupy po trzy zespoły. Rywalizowały one systemem kołowym w październiku/listopadzie 2014 oraz kwietniu/maju i czerwcu 2015 roku. Zwycięzcy grup spotkali się następnie w fazie play-off z trzema najsłabszymi zespołami drugiej fazy eliminacji do EURO 2016. Zwycięzcy dwumeczów awansowali do drugiej fazy eliminacji.

### Losowanie
Losowanie grup fazy 1 odbyło się 22 lipca 2014 roku w Wiedniu. Dziewięć zespołów uczestniczących w tym etapie zostało podzielonych na koszyki według rankingu EHF obejmującego wyniki pierwszej fazy eliminacji do EURO 2016 oraz fazy grupowej eliminacji do MŚ 2015.
| Koszyk 1 |
| -------- |
| Grecja   |
| Estonia  |
| Rumunia  |

| Koszyk 2   |
| ---------- |
| Włochy     |
| Belgia     |
| Luksemburg |

| Koszyk 3 |
| -------- |
| Cypr     |
| Gruzja   |
| Kosowo   |

W wyniku transmitowanego w Internecie losowania wyłonione zostały trzy grupy po trzy zespoły – udział Kosowa był uzależniony od jego przyjęcia w struktury EHF.
| Grupa A |
| ------- |
| Grecja  |
| Belgia  |
| Cypr    |

| Grupa B    |
| ---------- |
| Estonia    |
| Luksemburg |
| Gruzja     |

| Grupa C |
| ------- |
| Rumunia |
| Włochy  |
| Kosowo  |

### Grupa A
| 30 października 201419:30 | Grecja                  | 27:25(16:11) | Cypr             | Dimitris Tofalos Arena, Patras Widzów: 500 Sędzia: Aleksandar Jović, Nedim Arnautović |
| 30 października 201419:30 | Vyronas Papadopoulos 10 | 27:25(16:11) | 8 Julios Argyrou | Dimitris Tofalos Arena, Patras Widzów: 500 Sędzia: Aleksandar Jović, Nedim Arnautović |
| 30 października 201419:30 | 3× · 3×                 | 27:25(16:11) | 3× · 3×          | Dimitris Tofalos Arena, Patras Widzów: 500 Sędzia: Aleksandar Jović, Nedim Arnautović |

| 2 listopada 201419:00 | Cypr             | 17:23(9:12) | Grecja                 | Eleftheria Indoor Hall, Nikozja Widzów: 300 Sędzia: Dzmitry Nabokau, Siarhei Kulik |
| 2 listopada 201419:00 | Julios Argyrou 7 | 17:23(9:12) | 4 Vyronas Papadopoulos | Eleftheria Indoor Hall, Nikozja Widzów: 300 Sędzia: Dzmitry Nabokau, Siarhei Kulik |
| 2 listopada 201419:00 | 2× · 3×          | 17:23(9:12) | 2× · 3×                | Eleftheria Indoor Hall, Nikozja Widzów: 300 Sędzia: Dzmitry Nabokau, Siarhei Kulik |

| 29 kwietnia 201519:30 | Cypr              | 17:26(8:15) | Belgia             | University of Cyprus, Nikozja Widzów: 300 Sędzia: Tomislav Cindrić, Robert Gonzurek |
| 29 kwietnia 201519:30 | Julios Argyrou 10 | 17:26(8:15) | 7 Roel Valkenborgh | University of Cyprus, Nikozja Widzów: 300 Sędzia: Tomislav Cindrić, Robert Gonzurek |
| 29 kwietnia 201519:30 | 3× · 3×           | 17:26(8:15) | 3× · 3×            | University of Cyprus, Nikozja Widzów: 300 Sędzia: Tomislav Cindrić, Robert Gonzurek |

| 2 maja 201520:00 | Belgia            | 30:20(12:7) | Cypr                | Hall omnisport La Préalle, Herstal Widzów: 1300 Sędzia: Yaron Ben-Dan, Assaf Faran |
| 2 maja 201520:00 | Damian Kedziora 7 | 30:20(12:7) | 4 Yiannos Nikiforou | Hall omnisport La Préalle, Herstal Widzów: 1300 Sędzia: Yaron Ben-Dan, Assaf Faran |
| 2 maja 201520:00 | 4× · 3×           | 30:20(12:7) | 2× · 4×             | Hall omnisport La Préalle, Herstal Widzów: 1300 Sędzia: Yaron Ben-Dan, Assaf Faran |

| 10 czerwca 201520:00 | Belgia                              | 30:25(16:17) | Grecja                 | Sporthal Alverberg, Hasselt Widzów: 1600 Sędzia: Miljan Vešović, Novica Mitrović |
| 10 czerwca 201520:00 | Damian Kedziora 6 Jeroen de Beule 6 | 30:25(16:17) | 8 Vyronas Papadopoulos | Sporthal Alverberg, Hasselt Widzów: 1600 Sędzia: Miljan Vešović, Novica Mitrović |
| 10 czerwca 201520:00 | 5× · 3×                             | 30:25(16:17) | 4× · 4×                | Sporthal Alverberg, Hasselt Widzów: 1600 Sędzia: Miljan Vešović, Novica Mitrović |

| 14 czerwca 201519:30 | Grecja              | 29:25(15:11) | Belgia            | Alexandreio Melathron, Saloniki Widzów: 700 Sędzia: Daniel Accoto Martins, Roberto Accoto Martins |
| 14 czerwca 201519:30 | Nikolaos Tzoufras 8 | 29:25(15:11) | 5 Damian Kedziora | Alexandreio Melathron, Saloniki Widzów: 700 Sędzia: Daniel Accoto Martins, Roberto Accoto Martins |
| 14 czerwca 201519:30 | 3× · 3×             | 29:25(15:11) | 4× · 2×           | Alexandreio Melathron, Saloniki Widzów: 700 Sędzia: Daniel Accoto Martins, Roberto Accoto Martins |

### Grupa B
| 29 października 201420:00 | Estonia                        | 28:26(16:15) | Gruzja            | Kalevi spordihall, Tallinn Widzów: 550 Sędzia: Vagif Aliyev, Alekper Aghakishiyev |
| 29 października 201420:00 | Mikk Pinnonen 5 Kristo Järve 5 | 28:26(16:15) | 10 Vladimir Rusia | Kalevi spordihall, Tallinn Widzów: 550 Sędzia: Vagif Aliyev, Alekper Aghakishiyev |
| 29 października 201420:00 | 3× · 3×                        | 28:26(16:15) | 6× · 3×           | Kalevi spordihall, Tallinn Widzów: 550 Sędzia: Vagif Aliyev, Alekper Aghakishiyev |

| 2 listopada 201418:00 | Gruzja           | 29:27(15:14) | Estonia         | Tbilisi Sports Palace, Tbilisi Widzów: 2300 Sędzia: Angelos Argyridis, Christos Mouttas |
| 2 listopada 201418:00 | Vladimir Rusia 8 | 29:27(15:14) | 7 Mikk Pinnonen | Tbilisi Sports Palace, Tbilisi Widzów: 2300 Sędzia: Angelos Argyridis, Christos Mouttas |
| 2 listopada 201418:00 | 5× · 4×          | 29:27(15:14) | 2× · 3×         | Tbilisi Sports Palace, Tbilisi Widzów: 2300 Sędzia: Angelos Argyridis, Christos Mouttas |

| 30 kwietnia 201518:00 | Gruzja            | 17:16(11:7) | Luksemburg | Kutaisi Sport Palace, Kutaisi Widzów: 1500 Sędzia: Dzmitry Nabokau, Siarhei Kulik |
| 30 kwietnia 201518:00 | Revaz Chanturia 5 | 17:16(11:7) | 4 Tom Meis | Kutaisi Sport Palace, Kutaisi Widzów: 1500 Sędzia: Dzmitry Nabokau, Siarhei Kulik |
| 30 kwietnia 201518:00 | 5× · 3×           | 17:16(11:7) | 2× · 3×    | Kutaisi Sport Palace, Kutaisi Widzów: 1500 Sędzia: Dzmitry Nabokau, Siarhei Kulik |

| 3 maja 201518:00 | Luksemburg      | 29:20(12:11) | Gruzja                | Centre National Sportif et Culturel, Luksemburg Widzów: 1000 Sędzia: Afrim Azemi, Eshref Beqiri |
| 3 maja 201518:00 | Yann Hoffmann 7 | 29:20(12:11) | 8 Lesko Tsitelishvili | Centre National Sportif et Culturel, Luksemburg Widzów: 1000 Sędzia: Afrim Azemi, Eshref Beqiri |
| 3 maja 201518:00 | 7× · 4×         | 29:20(12:11) | 2× · 4×               | Centre National Sportif et Culturel, Luksemburg Widzów: 1000 Sędzia: Afrim Azemi, Eshref Beqiri |

| 10 czerwca 201519:30 | Luksemburg      | 26:31(13:14) | Estonia                                         | Centre National Sportif et Culturel, Luksemburg Widzów: 800 Sędzia: Aleksandar Jović, Nedim Arnautović |
| 10 czerwca 201519:30 | Martin Muller 5 | 26:31(13:14) | 5 Mikk Pinnonen 5 Dener Jaanimaa 5 Jürgen Rooba | Centre National Sportif et Culturel, Luksemburg Widzów: 800 Sędzia: Aleksandar Jović, Nedim Arnautović |
| 10 czerwca 201519:30 | 3× · 3×         | 26:31(13:14) | 4× · 2×                                         | Centre National Sportif et Culturel, Luksemburg Widzów: 800 Sędzia: Aleksandar Jović, Nedim Arnautović |

| 13 czerwca 201520:00 | Estonia          | 26:29(17:14) | Luksemburg        | Viljandi Spordikeskus, Viljandi Widzów: 600 Sędzia: Boris Mandak, Mario Rudinsky |
| 13 czerwca 201520:00 | Dener Jaanimaa 8 | 26:29(17:14) | 8 Yannick Bardina | Viljandi Spordikeskus, Viljandi Widzów: 600 Sędzia: Boris Mandak, Mario Rudinsky |
| 13 czerwca 201520:00 | 5× · 2×          | 26:29(17:14) | 7× · 3×           | Viljandi Spordikeskus, Viljandi Widzów: 600 Sędzia: Boris Mandak, Mario Rudinsky |

### Grupa C
| 29 października 201418:00 | Rumunia             | 36:24(17:10) | Kosowo         | Sala Polivalentă Dinamo, Bukareszt Widzów: 1000 Sędzia: Michail Mertinian, Evangelos Syrepisios |
| 29 października 201418:00 | Marius Stavrositu 6 | 36:24(17:10) | 8 Florim Hoxha | Sala Polivalentă Dinamo, Bukareszt Widzów: 1000 Sędzia: Michail Mertinian, Evangelos Syrepisios |
| 29 października 201418:00 | 3× · 3×             | 36:24(17:10) | 4× · 3×        | Sala Polivalentă Dinamo, Bukareszt Widzów: 1000 Sędzia: Michail Mertinian, Evangelos Syrepisios |

| 1 listopada 201418:00 | Kosowo         | 16:30(10:15) | Rumunia            | Pallati i Rinise, Kulturës dhe Sportëve, Prisztina Widzów: 1200 Sędzia: Peter Dvorský, Igor Karlubík |
| 1 listopada 201418:00 | Enis Kabashi 4 | 16:30(10:15) | 8 Valentin Ghionea | Pallati i Rinise, Kulturës dhe Sportëve, Prisztina Widzów: 1200 Sędzia: Peter Dvorský, Igor Karlubík |
| 1 listopada 201418:00 | 5× · 3×        | 16:30(10:15) | 4× · 3×            | Pallati i Rinise, Kulturës dhe Sportëve, Prisztina Widzów: 1200 Sędzia: Peter Dvorský, Igor Karlubík |

| 29 kwietnia 201519:30 | Kosowo         | 22:29(12:17) | Włochy          | Pallati i Rinise, Kulturës dhe Sportëve, Prisztina Widzów: 1000 Sędzia: Dorian Sirbu, Valentin Suponicov |
| 29 kwietnia 201519:30 | Enis Kabashi 8 | 22:29(12:17) | 8 Dean Turkovic | Pallati i Rinise, Kulturës dhe Sportëve, Prisztina Widzów: 1000 Sędzia: Dorian Sirbu, Valentin Suponicov |
| 29 kwietnia 201519:30 | 4× · 3×        | 22:29(12:17) | 6× · 3× · 1×    | Pallati i Rinise, Kulturës dhe Sportëve, Prisztina Widzów: 1000 Sędzia: Dorian Sirbu, Valentin Suponicov |

| 3 maja 201518:00 | Włochy           | 35:26(18:12) | Kosowo                                      | PalaGolfo, Follonica Widzów: 2000 Sędzia: Jakub Jerlecki, Maciej Labuń |
| 3 maja 201518:00 | Dean Turkovic 11 | 35:26(18:12) | 5 Florim Hoxha 5 Enis Kabashi 5 Valon Dedaj | PalaGolfo, Follonica Widzów: 2000 Sędzia: Jakub Jerlecki, Maciej Labuń |
| 3 maja 201518:00 | 5× · 3×          | 35:26(18:12) | 5× · 3×                                     | PalaGolfo, Follonica Widzów: 2000 Sędzia: Jakub Jerlecki, Maciej Labuń |

| 10 czerwca 201520:30 | Włochy            | 22:28(10:13) | Rumunia              | Palazzetto dello Sport Pala San Giacomo, Conversano Widzów: 2800 Sędzia: Marko Boričić, Dejan Marković |
| 10 czerwca 201520:30 | Pasquale Maione 6 | 22:28(10:13) | 7 Marius Ioan Novanc | Palazzetto dello Sport Pala San Giacomo, Conversano Widzów: 2800 Sędzia: Marko Boričić, Dejan Marković |
| 10 czerwca 201520:30 | 4× · 3×           | 22:28(10:13) | 4× · 3×              | Palazzetto dello Sport Pala San Giacomo, Conversano Widzów: 2800 Sędzia: Marko Boričić, Dejan Marković |

| 14 czerwca 201517:00 | Rumunia                     | 44:25(23:13) | Włochy          | Sala Polivalentă, Reșița Widzów: 1512 Sędzia: Said Bounouara, Khalid Sami |
| 14 czerwca 201517:00 | Alexandru Iuliu Csepreghi 8 | 44:25(23:13) | 4 Dean Turkovic | Sala Polivalentă, Reșița Widzów: 1512 Sędzia: Said Bounouara, Khalid Sami |
| 14 czerwca 201517:00 | 6× · 3×                     | 44:25(23:13) | 4× · 3×         | Sala Polivalentă, Reșița Widzów: 1512 Sędzia: Said Bounouara, Khalid Sami |

## Play-off
Zwycięzcy grup fazy pierwszej – Luksemburg, Rumunia i Belgia – zmierzyli się w dwumeczach z trzema najsłabszymi zespołami eliminacji do ME 2016 – Turcją, Izraelem i Finlandią. Losowanie par odbyło się 23 czerwca 2015 roku w Wiedniu. W wyniku losowania wyłonione zostały trzy pary, które rozegrały dwumecze w kwietniu 2016 roku.
| Drużyna 1                            | Wynik dwumeczu | Drużyna 2 | Pierwszy mecz | Drugi mecz |
| ------------------------------------ | -------------- | --------- | ------------- | ---------- |
| Luksemburg                           | 52:55          | Finlandia | 23:28         | 29:27      |
| Izrael                               | 48:62          | Rumunia   | 27:30         | 21:32      |
| Turcja                               | 50:66          | Belgia    | 28:37         | 22:29      |
| Po lewej gospodarz pierwszego meczu. |                |           |               |            |

| 6 kwietnia 201619:00 | Turcja         | 28:37(13:16) | Belgia             | Spor Salonu, Rize Widzów: 2100 Sędzia: Hanspeter Brodbeck, Simon Reich |
| 6 kwietnia 201619:00 | Ramazan Döne 7 | 28:37(13:16) | 13 Damian Kedziora | Spor Salonu, Rize Widzów: 2100 Sędzia: Hanspeter Brodbeck, Simon Reich |
| 6 kwietnia 201619:00 | 6× · 3× · 1×   | 28:37(13:16) | 7× · 3×            | Spor Salonu, Rize Widzów: 2100 Sędzia: Hanspeter Brodbeck, Simon Reich |

| 6 kwietnia 201619:45 | Izrael          | 27:30(15:13) | Rumunia            | Drive in Arena, Tel Awiw-Jafa Widzów: 1000 Sędzia: Aleksandrs Rutkovskis, Uldis Dzērve |
| 6 kwietnia 201619:45 | Ram Tutkenitz 6 | 27:30(15:13) | 6 Valentin Ghionea | Drive in Arena, Tel Awiw-Jafa Widzów: 1000 Sędzia: Aleksandrs Rutkovskis, Uldis Dzērve |
| 6 kwietnia 201619:45 | 3× · 4×         | 27:30(15:13) | 4× · 4×            | Drive in Arena, Tel Awiw-Jafa Widzów: 1000 Sędzia: Aleksandrs Rutkovskis, Uldis Dzērve |

| 7 kwietnia 201619:00 | Luksemburg                                        | 23:28(14:17) | Finlandia         | Centre National Sportif et Culturel, Luksemburg Widzów: 1100 Sędzia: Ingvar Guðjónsson, Eydun Lindenskov |
| 7 kwietnia 201619:00 | Martin Muller 4 Dany Scholten 4 Yannick Bardina 4 | 23:28(14:17) | 11 Teemu Tamminen | Centre National Sportif et Culturel, Luksemburg Widzów: 1100 Sędzia: Ingvar Guðjónsson, Eydun Lindenskov |
| 7 kwietnia 201619:00 | 7× · 3×                                           | 23:28(14:17) | 5× · 3× · 1×      | Centre National Sportif et Culturel, Luksemburg Widzów: 1100 Sędzia: Ingvar Guðjónsson, Eydun Lindenskov |

| 9 kwietnia 201616:00 | Finlandia         | 27:29(12:11) | Luksemburg      | Sisu Arena, Karis Widzów: 650 Sędzia: Tomas Barysas, Povilas Petrušis |
| 9 kwietnia 201616:00 | Teemu Tamminen 11 | 27:29(12:11) | 9 Martin Muller | Sisu Arena, Karis Widzów: 650 Sędzia: Tomas Barysas, Povilas Petrušis |
| 9 kwietnia 201616:00 | 3× · 2×           | 27:29(12:11) | 7× · 4×         | Sisu Arena, Karis Widzów: 650 Sędzia: Tomas Barysas, Povilas Petrušis |

| 9 kwietnia 201620:00 | Belgia                               | 29:22(15:10) | Turcja          | Country Hall Ethias Liège, Liège Widzów: 2700 Sędzia: Milan Hájek, Karel Macho |
| 9 kwietnia 201620:00 | Damian Kedziora 5 Bartosz Kedziora 5 | 29:22(15:10) | 7 Tolga Özbahar | Country Hall Ethias Liège, Liège Widzów: 2700 Sędzia: Milan Hájek, Karel Macho |
| 9 kwietnia 201620:00 | 5× · 2×                              | 29:22(15:10) | 6× · 3×         | Country Hall Ethias Liège, Liège Widzów: 2700 Sędzia: Milan Hájek, Karel Macho |

| 10 kwietnia 201618:00 | Rumunia                                                                    | 32:21(17:10) | Izrael          | Sala Polivalentă, Călărași Widzów: 1600 Sędzia: Jure Cvetko, Brstin Kavalar |
| 10 kwietnia 201618:00 | Ionuț Ramba 4 Andrei Mihalcea 4 Alexandru Iuliu Csepreghi 4 Dragoș Oprea 4 | 32:21(17:10) | 5 Ram Tutkenitz | Sala Polivalentă, Călărași Widzów: 1600 Sędzia: Jure Cvetko, Brstin Kavalar |
| 10 kwietnia 201618:00 | 3× · 3×                                                                    | 32:21(17:10) | 4× · 4×         | Sala Polivalentă, Călărași Widzów: 1600 Sędzia: Jure Cvetko, Brstin Kavalar |

Z dwumeczów zwycięsko wyszły Finlandia, Belgia i Rumunia.

## Faza 2
W drugiej fazie odbył się właściwy turniej eliminacyjny z udziałem 28 reprezentacji podzielonych na siedem grup po cztery zespoły. Awans do turnieju finałowego Mistrzostw Europy uzyskały dwie najlepsze drużyny z każdej grupy oraz najlepszy zespół spośród tych, które zajęły trzecie miejsce.

### Losowanie
Losowanie odbyło się 14 kwietnia 2016 roku w forcie Lovrijenac w Dubrowniku. Przed losowaniem EHF dokonała podziału na cztery koszyki według aktualnego rankingu.
| Koszyk 1                                               | Koszyk 2                                                          | Koszyk 3                                                                | Koszyk 4                                                   |
| ------------------------------------------------------ | ----------------------------------------------------------------- | ----------------------------------------------------------------------- | ---------------------------------------------------------- |
| Francja Hiszpania Dania Polska Niemcy Szwecja Islandia | Macedonia Północna Rosja Norwegia Węgry Słowenia Białoruś Austria | Serbia Czechy Czarnogóra Bośnia i Hercegowina Holandia Portugalia Litwa | Słowacja Łotwa Ukraina Szwajcaria Rumunia Belgia Finlandia |

W wyniku transmitowanego w Internecie losowania wyłonionych zostało siedem grup. Mecze będą się odbywać w sześciu terminach:
| Grupa 1  |
| -------- |
| Dania    |
| Węgry    |
| Holandia |
| Łotwa    |

| Grupa 2  |
| -------- |
| Polska   |
| Białoruś |
| Serbia   |
| Rumunia  |

| Grupa 3              |
| -------------------- |
| Hiszpania            |
| Austria              |
| Bośnia i Hercegowina |
| Finlandia            |

| Grupa 4            |
| ------------------ |
| Islandia           |
| Macedonia Północna |
| Czechy             |
| Ukraina            |

| Grupa 5    |
| ---------- |
| Niemcy     |
| Słowenia   |
| Portugalia |
| Szwajcaria |

| Grupa 6    |
| ---------- |
| Szwecja    |
| Rosja      |
| Czarnogóra |
| Słowacja   |

| Grupa 7  |
| -------- |
| Francja  |
| Norwegia |
| Litwa    |
| Belgia   |

Mecze odbyły się w terminach:
- Rundy 1 i 2: 2–6 listopada 2016
- Rundy 3 i 4: 3–7 maja 2017
- Rundy 5 i 6: 14–18 czerwca 2017.

### Grupa 1
| 2 listopada 201618:00 | Węgry              | 24:16(11:6) | Łotwa                            | Continental Aréna, Nyíregyháza Widzów: 2800 Sędzia: Michael Johansson, Jasmin Kliko |
| 2 listopada 201618:00 | Gergely Harsányi 8 | 24:16(11:6) | 4 Toms Lielais 4 Janis Pavlovics | Continental Aréna, Nyíregyháza Widzów: 2800 Sędzia: Michael Johansson, Jasmin Kliko |
| 2 listopada 201618:00 | 3× · 2×            | 24:16(11:6) | 6× · 3× · 1×                     | Continental Aréna, Nyíregyháza Widzów: 2800 Sędzia: Michael Johansson, Jasmin Kliko |

| 3 listopada 201620:30 | Dania           | 29:20(15:12) | Holandia       | Brøndby Hallen, Brøndby Widzów: 5119 Sędzia: Bartosz Leszczyński, Marcin Piechota |
| 3 listopada 201620:30 | Mikkel Hansen 8 | 29:20(15:12) | 7 Lucas Steins | Brøndby Hallen, Brøndby Widzów: 5119 Sędzia: Bartosz Leszczyński, Marcin Piechota |
| 3 listopada 201620:30 | 3× · 3×         | 29:20(15:12) | 4× · 3× · 1×   | Brøndby Hallen, Brøndby Widzów: 5119 Sędzia: Bartosz Leszczyński, Marcin Piechota |

| 6 listopada 201615:00 | Holandia      | 27:28(17:13) | Węgry            | Maaspoort Sports & Events, ’s-Hertogenbosch Widzów: 2000 Sędzia: Thierry Dentz, Denis Reibel |
| 6 listopada 201615:00 | Lucas Stein 9 | 27:28(17:13) | 6 Tamás Iváncsik | Maaspoort Sports & Events, ’s-Hertogenbosch Widzów: 2000 Sędzia: Thierry Dentz, Denis Reibel |
| 6 listopada 201615:00 | 3× · 3×       | 27:28(17:13) | 3× · 4×          | Maaspoort Sports & Events, ’s-Hertogenbosch Widzów: 2000 Sędzia: Thierry Dentz, Denis Reibel |

| 6 listopada 201617:10 | Łotwa             | 23:36(11:18) | Dania                                 | Vidzemes olimpiskais centrs, Valmiera Widzów: 1380 Sędzia: Michal Badura, Jaroslav Ondogrecula |
| 6 listopada 201617:10 | Janis Pavlovics 5 | 23:36(11:18) | 7 Lasse Svan Hansen 7 Lasse Andersson | Vidzemes olimpiskais centrs, Valmiera Widzów: 1380 Sędzia: Michal Badura, Jaroslav Ondogrecula |
| 6 listopada 201617:10 | 4× · 3×           | 23:36(11:18) | 4× · 2×                               | Vidzemes olimpiskais centrs, Valmiera Widzów: 1380 Sędzia: Michal Badura, Jaroslav Ondogrecula |

| 3 maja 201719:35 | Łotwa               | 27:29(13:15) | Holandia      | Vidzemes olimpiskais centrs, Valmiera Widzów: 1000 Sędzia: André Philipp Buache, Marco Meyer |
| 3 maja 201719:35 | Dainis Krištopāns 8 | 27:29(13:15) | 7 Joris Baart | Vidzemes olimpiskais centrs, Valmiera Widzów: 1000 Sędzia: André Philipp Buache, Marco Meyer |
| 3 maja 201719:35 | 1× · 3×             | 27:29(13:15) | 5× · 3×       | Vidzemes olimpiskais centrs, Valmiera Widzów: 1000 Sędzia: André Philipp Buache, Marco Meyer |

| 4 maja 201720:00 | Węgry                      | 25:25(14:11) | Dania                                                               | Papp László Sportaréna, Budapeszt Widzów: 6700 Sędzia: Duarte Santos, Ricardo Fonseca |
| 4 maja 201720:00 | Iman Jamali 7 Máté Lékai 7 | 25:25(14:11) | 4 Magnus Landin Jacobsen 4 Hans Lindberg 4 Kasper Søndergaard Sarup | Papp László Sportaréna, Budapeszt Widzów: 6700 Sędzia: Duarte Santos, Ricardo Fonseca |
| 4 maja 201720:00 | 6× · 3× · 1×               | 25:25(14:11) | 3× · 3×                                                             | Papp László Sportaréna, Budapeszt Widzów: 6700 Sędzia: Duarte Santos, Ricardo Fonseca |

| 7 maja 201714:00 | Holandia        | 25:24(13:14) | Łotwa                              | Sporthal Angelslo, Emmen Widzów: 1100 Sędzia: Boris Mandák, Mário Rudinský |
| 7 maja 201714:00 | Bobby Schagen 6 | 25:24(13:14) | 6 Aivis Jurdžs 6 Dainis Krištopāns | Sporthal Angelslo, Emmen Widzów: 1100 Sędzia: Boris Mandák, Mário Rudinský |
| 7 maja 201714:00 | 2× · 3× · 1×    | 25:24(13:14) | 6× · 1×                            | Sporthal Angelslo, Emmen Widzów: 1100 Sędzia: Boris Mandák, Mário Rudinský |

| 7 maja 201720:30 | Dania           | 35:27(18:17) | Węgry                           | Ceres Arena, Aarhus Widzów: 4872 Sędzia: Václav Horáček, Jiří Novotný |
| 7 maja 201720:30 | Mikkel Hansen 8 | 35:27(18:17) | 5 Tamás Iváncsik 5 Richárd Bodó | Ceres Arena, Aarhus Widzów: 4872 Sędzia: Václav Horáček, Jiří Novotný |
| 7 maja 201720:30 | 4× · 2×         | 35:27(18:17) | 5× · 2×                         | Ceres Arena, Aarhus Widzów: 4872 Sędzia: Václav Horáček, Jiří Novotný |

| 14 czerwca 201719:30 | Holandia    | 24:36(10:18) | Dania                                      | Topsportcentrum, Almere Widzów: 1250 Sędzia: Dimitar Mitrevski, Blagojche Todorovski |
| 14 czerwca 201719:30 | Tim Remer 4 | 24:36(10:18) | 7 Hans Lindberg 7 Michael Damgaard Nielsen | Topsportcentrum, Almere Widzów: 1250 Sędzia: Dimitar Mitrevski, Blagojche Todorovski |
| 14 czerwca 201719:30 | 4× · 3×     | 24:36(10:18) | 2× · 2×                                    | Topsportcentrum, Almere Widzów: 1250 Sędzia: Dimitar Mitrevski, Blagojche Todorovski |

| 15 czerwca 201719:35 | Łotwa          | 23:35(9:15) | Węgry                         | Vidzemes olimpiskais centrs, Valmiera Widzów: 900 Sędzia: Rune Kristiansen, Øistein Pettersen |
| 15 czerwca 201719:35 | Aivis Jurdžs 5 | 23:35(9:15) | 7 Uroš Vilovski 7 Ádám Juhász | Vidzemes olimpiskais centrs, Valmiera Widzów: 900 Sędzia: Rune Kristiansen, Øistein Pettersen |
| 15 czerwca 201719:35 | 5× · 3×        | 23:35(9:15) | 6× · 3×                       | Vidzemes olimpiskais centrs, Valmiera Widzów: 900 Sędzia: Rune Kristiansen, Øistein Pettersen |

| 18 czerwca 201719:15 | Węgry           | 35:30(16:13) | Holandia                       | Veszprém Aréna, Veszprém Widzów: 5019 Sędzia: Amar Konjicanin, Dino Konjicanin |
| 18 czerwca 201719:15 | Mátyás Győri 10 | 35:30(16:13) | 6 Bobby Schagen 6 Arjan Haenen | Veszprém Aréna, Veszprém Widzów: 5019 Sędzia: Amar Konjicanin, Dino Konjicanin |
| 18 czerwca 201719:15 | 5× · 4×         | 35:30(16:13) | 3× · 3×                        | Veszprém Aréna, Veszprém Widzów: 5019 Sędzia: Amar Konjicanin, Dino Konjicanin |

| 18 czerwca 201720:15 | Dania           | 33:16(14:5) | Łotwa          | Sydbank Arena, Kolding Widzów: 3395 Sędzia: Arnar Sigurjónsson, Svavar Ólafur Pétursson |
| 18 czerwca 201720:15 | Martin Larsen 6 | 33:16(14:5) | 6 Toms Lielais | Sydbank Arena, Kolding Widzów: 3395 Sędzia: Arnar Sigurjónsson, Svavar Ólafur Pétursson |
| 18 czerwca 201720:15 | 3× · 3×         | 33:16(14:5) | 7× · 2×        | Sydbank Arena, Kolding Widzów: 3395 Sędzia: Arnar Sigurjónsson, Svavar Ólafur Pétursson |

### Grupa 2
| 2 listopada 201618:30 | Białoruś          | 23:26(10:13) | Rumunia            | Pałac Sportu, Mińsk Widzów: 2700 Sędzia: Ivan Pavićević, Miloš Ražnatović |
| 2 listopada 201618:30 | Dzianis Rutenka 5 | 23:26(10:13) | 6 Valentin Ghionea | Pałac Sportu, Mińsk Widzów: 2700 Sędzia: Ivan Pavićević, Miloš Ražnatović |
| 2 listopada 201618:30 | 5× · 3× · 1×      | 23:26(10:13) | 5× · 1×            | Pałac Sportu, Mińsk Widzów: 2700 Sędzia: Ivan Pavićević, Miloš Ražnatović |

| 3 listopada 201620:00 | Polska           | 32:37(14:20) | Serbia           | Ergo Arena, Gdańsk Widzów: 10000 Sędzia: Evgeny Zotin, Nikolay Volodkov |
| 3 listopada 201620:00 | Karol Bielecki 6 | 32:37(14:20) | 10 Petar Nenadić | Ergo Arena, Gdańsk Widzów: 10000 Sędzia: Evgeny Zotin, Nikolay Volodkov |
| 3 listopada 201620:00 | 3× · 3×          | 32:37(14:20) | 4× · 3×          | Ergo Arena, Gdańsk Widzów: 10000 Sędzia: Evgeny Zotin, Nikolay Volodkov |

| 6 listopada 201617:00 | Serbia        | 27:36(13:20) | Białoruś          | Čair Sports Center, Nisz Widzów: 5600 Sędzia: Stevann Pichon, Laurent Reveret |
| 6 listopada 201617:00 | Darko Đukić 8 | 27:36(13:20) | 8 Barys Puchouski | Čair Sports Center, Nisz Widzów: 5600 Sędzia: Stevann Pichon, Laurent Reveret |
| 6 listopada 201617:00 | 5× · 3×       | 27:36(13:20) | 6× · 2×           | Čair Sports Center, Nisz Widzów: 5600 Sędzia: Stevann Pichon, Laurent Reveret |

| 6 listopada 201620:00 | Rumunia                              | 28:23(11:9) | Polska           | Sala Polivalentă, Kluż-Napoka Widzów: 5115 Sędzia: Kürşad Erdoğan, İbrahim Özdeniz |
| 6 listopada 201620:00 | Ionuț Ramba 5 Marius Iulian Mocanu 5 | 28:23(11:9) | 5 Karol Bielecki | Sala Polivalentă, Kluż-Napoka Widzów: 5115 Sędzia: Kürşad Erdoğan, İbrahim Özdeniz |
| 6 listopada 201620:00 | 5× · 3×                              | 28:23(11:9) | 4× · 2×          | Sala Polivalentă, Kluż-Napoka Widzów: 5115 Sędzia: Kürşad Erdoğan, İbrahim Özdeniz |

| 4 maja 201718:00 | Białoruś         | 32:23(15:10) | Polska                 | Pałac Sportu, Mińsk Widzów: 2700 Sędzia: Vaidas Mažeika, Mindaugas Gatelis |
| 4 maja 201718:00 | Arciom Karałek 7 | 32:23(15:10) | 5 Przemysław Krajewski | Pałac Sportu, Mińsk Widzów: 2700 Sędzia: Vaidas Mažeika, Mindaugas Gatelis |
| 4 maja 201718:00 | 4× · 3×          | 32:23(15:10) | 3× · 2×                | Pałac Sportu, Mińsk Widzów: 2700 Sędzia: Vaidas Mažeika, Mindaugas Gatelis |

| 4 maja 201720:00 | Rumunia            | 22:23(9:13) | Serbia          | Sala Sporturilor Lascăr Pană, Baia Mare Widzów: 2000 Sędzia: Jesper Kirkholm Madsen, Henrik Mortensen |
| 4 maja 201720:00 | Valentin Ghionea 8 | 22:23(9:13) | 7 Petar Nenadić | Sala Sporturilor Lascăr Pană, Baia Mare Widzów: 2000 Sędzia: Jesper Kirkholm Madsen, Henrik Mortensen |
| 4 maja 201720:00 | 5× · 3×            | 22:23(9:13) | 5× · 3× · 1×    | Sala Sporturilor Lascăr Pană, Baia Mare Widzów: 2000 Sędzia: Jesper Kirkholm Madsen, Henrik Mortensen |

| 7 maja 201719:00 | Polska                                                  | 27:27(13:15) | Białoruś          | Orlen Arena, Płock Widzów: 3200 Sędzia: Dalibor Jurinović, Marko Mrvica |
| 7 maja 201719:00 | Przemysław Krajewski 5 Michał Jurecki 5 Michał Daszek 5 | 27:27(13:15) | 9 Barys Puchouski | Orlen Arena, Płock Widzów: 3200 Sędzia: Dalibor Jurinović, Marko Mrvica |
| 7 maja 201719:00 | 1× · 4× · 1×                                            | 27:27(13:15) | 3×                | Orlen Arena, Płock Widzów: 3200 Sędzia: Dalibor Jurinović, Marko Mrvica |

| 7 maja 201720:00 | Serbia        | 27:22(16:13) | Rumunia           | Sportska hala Jezero, Kragujevac Widzów: 3500 Sędzia: Peter Brunovský, Vladimír Čanda |
| 7 maja 201720:00 | Darko Đukić 5 | 27:22(16:13) | 4 Chike Onyejekwe | Sportska hala Jezero, Kragujevac Widzów: 3500 Sędzia: Peter Brunovský, Vladimír Čanda |
| 7 maja 201720:00 | 6× · 1×       | 27:22(16:13) | 2× · 3×           | Sportska hala Jezero, Kragujevac Widzów: 3500 Sędzia: Peter Brunovský, Vladimír Čanda |

| 14 czerwca 201720:45 | Serbia          | 34:34(19:19) | Polska             | Čair Sports Center, Nisz Widzów: 4000 Sędzia: Zigmārs Sondors, Renārs Līcis |
| 14 czerwca 201720:45 | Petar Nenadić 9 | 34:34(19:19) | 8 Rafał Przybylski | Čair Sports Center, Nisz Widzów: 4000 Sędzia: Zigmārs Sondors, Renārs Līcis |
| 14 czerwca 201720:45 | 2× · 3×         | 34:34(19:19) | 6× · 2×            | Čair Sports Center, Nisz Widzów: 4000 Sędzia: Zigmārs Sondors, Renārs Līcis |

| 15 czerwca 201718:00 | Rumunia                                        | 22:32(11:19) | Białoruś          | Sala Polivalentă, Krajowa Widzów: 3200 Sędzia: Csaba Dobrovits, Péter Tájok |
| 15 czerwca 201718:00 | Marius Iulian Mocanu 5 Demis Cosmin Grigoraș 5 | 22:32(11:19) | 7 Barys Puchouski | Sala Polivalentă, Krajowa Widzów: 3200 Sędzia: Csaba Dobrovits, Péter Tájok |
| 15 czerwca 201718:00 | 2× · 2×                                        | 22:32(11:19) | 5× · 2×           | Sala Polivalentă, Krajowa Widzów: 3200 Sędzia: Csaba Dobrovits, Péter Tájok |

| 17 czerwca 201714:30 | Polska              | 32:31(19:13) | Rumunia            | Ergo Arena, Gdańsk Widzów: 6000 Sędzia: Óscar Raluy López, Ángel Sabroso Ramírez |
| 17 czerwca 201714:30 | Arkadiusz Moryto 10 | 32:31(19:13) | 5 Dan-Emil Racoțea | Ergo Arena, Gdańsk Widzów: 6000 Sędzia: Óscar Raluy López, Ángel Sabroso Ramírez |
| 17 czerwca 201714:30 | 1× · 3×             | 32:31(19:13) | 1× · 3×            | Ergo Arena, Gdańsk Widzów: 6000 Sędzia: Óscar Raluy López, Ángel Sabroso Ramírez |

| 18 czerwca 201716:00 | Białoruś         | 27:27(13:10) | Serbia         | Pałac Sportu, Mińsk Widzów: 1900 Sędzia: Kürşad Erdoğan, İbrahim Özdeniz |
| 18 czerwca 201716:00 | Andrej Jurynok 7 | 27:27(13:10) | 9 Petar Đorđić | Pałac Sportu, Mińsk Widzów: 1900 Sędzia: Kürşad Erdoğan, İbrahim Özdeniz |
| 18 czerwca 201716:00 | 2× · 1×          | 27:27(13:10) | 3× · 3×        | Pałac Sportu, Mińsk Widzów: 1900 Sędzia: Kürşad Erdoğan, İbrahim Özdeniz |

### Grupa 3
| 2 listopada 2016 | Hiszpania             | 30:21(12:6) | Bośnia i Hercegowina | Polideportivo Huerta del Rey, Valladolid Widzów: 3600 Sędzia: Charlotte Bonaventura, Julie Bonaventura |
| 2 listopada 2016 | Valero Rivera Folch 7 | 30:21(12:6) | 6 Marko Panić        | Polideportivo Huerta del Rey, Valladolid Widzów: 3600 Sędzia: Charlotte Bonaventura, Julie Bonaventura |
| 2 listopada 2016 | 3× · 2×               | 30:21(12:6) | 6× · 4×              | Polideportivo Huerta del Rey, Valladolid Widzów: 3600 Sędzia: Charlotte Bonaventura, Julie Bonaventura |

| 2 listopada 201620:25 | Austria                        | 27:31(16:14) | Finlandia       | Arena Nova, Wiener Neustadt Widzów: 1500 Sędzia: Sławe Nikołow, Ǵorgi Naczewski |
| 2 listopada 201620:25 | Janko Božović 5 Robert Weber 5 | 27:31(16:14) | 7 Nico Rönnberg | Arena Nova, Wiener Neustadt Widzów: 1500 Sędzia: Sławe Nikołow, Ǵorgi Naczewski |
| 2 listopada 201620:25 | 3× · 3×                        | 27:31(16:14) | 3× · 4×         | Arena Nova, Wiener Neustadt Widzów: 1500 Sędzia: Sławe Nikołow, Ǵorgi Naczewski |

| 5 listopada 201614:30 | Finlandia       | 21:36(12:17) | Hiszpania         | Folksam Arena, Siuntio Widzów: 1000 Sędzia: Arthur Brunner, Morad Salah |
| 5 listopada 201614:30 | Nico Rönnberg 5 | 21:36(12:17) | 7 Alex Dujshebaev | Folksam Arena, Siuntio Widzów: 1000 Sędzia: Arthur Brunner, Morad Salah |
| 5 listopada 201614:30 | 4× · 2×         | 21:36(12:17) | 5× · 3×           | Folksam Arena, Siuntio Widzów: 1000 Sędzia: Arthur Brunner, Morad Salah |

| 6 listopada 201620:00 | Bośnia i Hercegowina | 22:23(11:9) | Austria        | Dvorana Mirza Delibašić, Sarajewo Widzów: 4000 Sędzia: Václav Horáček, Jiří Novotný |
| 6 listopada 201620:00 | Marko Tarabochia 6   | 22:23(11:9) | 6 Robert Weber | Dvorana Mirza Delibašić, Sarajewo Widzów: 4000 Sędzia: Václav Horáček, Jiří Novotný |
| 6 listopada 201620:00 | 5× · 3× · 1×         | 22:23(11:9) | 6× · 2×        | Dvorana Mirza Delibašić, Sarajewo Widzów: 4000 Sędzia: Václav Horáček, Jiří Novotný |

| 3 maja 201720:25 | Austria         | 29:30(13:14) | Hiszpania          | Tiroler Wasserkraft Arena, Innsbruck Widzów: 3000 Sędzia: Nenad Krstič, Peter Ljubič |
| 3 maja 201720:25 | Janko Božović 6 | 29:30(13:14) | 5 Ferran Solé Sala | Tiroler Wasserkraft Arena, Innsbruck Widzów: 3000 Sędzia: Nenad Krstič, Peter Ljubič |
| 3 maja 201720:25 | 5× · 3×         | 29:30(13:14) | 1× · 2×            | Tiroler Wasserkraft Arena, Innsbruck Widzów: 3000 Sędzia: Nenad Krstič, Peter Ljubič |

| 4 maja 201718:30 | Finlandia       | 27:32(10:15) | Bośnia i Hercegowina | Energia Areena, Vantaa Widzów: 1500 Sędzia: Fabian Baumgart, Sascha Wild |
| 4 maja 201718:30 | Nico Rönnberg 7 | 27:32(10:15) | 10 Marko Panić       | Energia Areena, Vantaa Widzów: 1500 Sędzia: Fabian Baumgart, Sascha Wild |
| 4 maja 201718:30 | 4× · 4×         | 27:32(10:15) | 8× · 3× · 1×         | Energia Areena, Vantaa Widzów: 1500 Sędzia: Fabian Baumgart, Sascha Wild |

| 6 maja 201720:00 | Hiszpania           | 35:24(15:11) | Austria             | Palacio de los Deportes, León Widzów: 2500 Sędzia: Martin Gjeding, Mads Hansen |
| 6 maja 201720:00 | Julen Aguinagalde 6 | 35:24(15:11) | 7 Alexander Hermann | Palacio de los Deportes, León Widzów: 2500 Sędzia: Martin Gjeding, Mads Hansen |
| 6 maja 201720:00 | 3× · 1×             | 35:24(15:11) | 3× · 3×             | Palacio de los Deportes, León Widzów: 2500 Sędzia: Martin Gjeding, Mads Hansen |

| 7 maja 201720:00 | Bośnia i Hercegowina           | 34:23(19:12) | Finlandia       | Gradska dvorana Mirsad Hurić, Goražde Widzów: 1560 Sędzia: Miklós Andorka, Róbert Hucker |
| 7 maja 201720:00 | Senjamin Burić 7 Marko Panić 7 | 34:23(19:12) | 7 Nico Rönnberg | Gradska dvorana Mirsad Hurić, Goražde Widzów: 1560 Sędzia: Miklós Andorka, Róbert Hucker |
| 7 maja 201720:00 | 3× · 2×                        | 34:23(19:12) | 3× · 3×         | Gradska dvorana Mirsad Hurić, Goražde Widzów: 1560 Sędzia: Miklós Andorka, Róbert Hucker |

| 14 czerwca 201718:30 | Finlandia           | 36:39(15:21) | Austria                             | Energia Areena, Vantaa Widzów: 600 Sędzia: Evgeny Zotin, Nikolay Volodkov |
| 14 czerwca 201718:30 | Richard Sundberg 10 | 36:39(15:21) | 7 Janko Božović 7 Sebastian Frimmel | Energia Areena, Vantaa Widzów: 600 Sędzia: Evgeny Zotin, Nikolay Volodkov |
| 14 czerwca 201718:30 | 3× · 4×             | 36:39(15:21) | 6× · 4×                             | Energia Areena, Vantaa Widzów: 600 Sędzia: Evgeny Zotin, Nikolay Volodkov |

| 14 czerwca 201720:00 | Bośnia i Hercegowina | 19:25(11:14) | Hiszpania               | Gradska dvorana Mirsad Hurić, Goražde Widzów: 3652 Sędzia: Robert Schulze, Tobias Tönnies |
| 14 czerwca 201720:00 | Mirsad Terzić 5      | 19:25(11:14) | 5 Ángel Fernández Pérez | Gradska dvorana Mirsad Hurić, Goražde Widzów: 3652 Sędzia: Robert Schulze, Tobias Tönnies |
| 14 czerwca 201720:00 | 3× · 3×              | 19:25(11:14) | 3× · 3×                 | Gradska dvorana Mirsad Hurić, Goražde Widzów: 3652 Sędzia: Robert Schulze, Tobias Tönnies |

| 17 czerwca 201718:00 | Hiszpania               | 46:16(27:9) | Finlandia                          | Pabellón Pitiu Rochel, Alicante Widzów: 1800 Sędzia: Karim Gasmi, Raouf Gasmi |
| 17 czerwca 201718:00 | Adrián Figueras Trejo 7 | 46:16(27:9) | 3 Benjamin Helander 3 Benny Broman | Pabellón Pitiu Rochel, Alicante Widzów: 1800 Sędzia: Karim Gasmi, Raouf Gasmi |
| 17 czerwca 201718:00 | 1× · 3×                 | 46:16(27:9) | 3× · 2×                            | Pabellón Pitiu Rochel, Alicante Widzów: 1800 Sędzia: Karim Gasmi, Raouf Gasmi |

| 17 czerwca 201720:25 | Austria        | 34:32(17:17) | Bośnia i Hercegowina | Albert-Schultz-Eishalle, Wiedeń Widzów: 5000 Sędzia: Marek Baranowski, Bogdan Lemanowicz |
| 17 czerwca 201720:25 | Nikola Bilyk 8 | 34:32(17:17) | 7 Marko Panić        | Albert-Schultz-Eishalle, Wiedeń Widzów: 5000 Sędzia: Marek Baranowski, Bogdan Lemanowicz |
| 17 czerwca 201720:25 | 4× · 3×        | 34:32(17:17) | 8× · 4× · 1×         | Albert-Schultz-Eishalle, Wiedeń Widzów: 5000 Sędzia: Marek Baranowski, Bogdan Lemanowicz |

### Grupa 4
| 2 listopada 201618:30 | Macedonia Północna | 27:21(13:10) | Ukraina                               | Centrum sportowe „Boris Trajkowski”, Skopje Widzów: 5500 Sędzia: Csaba Dobrovits, Péter Tájok |
| 2 listopada 201618:30 | Kirił Łazarow 12   | 27:21(13:10) | 4 Stanislav Zhukov 4 Artem Kozakevych | Centrum sportowe „Boris Trajkowski”, Skopje Widzów: 5500 Sędzia: Csaba Dobrovits, Péter Tájok |
| 2 listopada 201618:30 | 5× · 2×            | 27:21(13:10) | 6× · 3×                               | Centrum sportowe „Boris Trajkowski”, Skopje Widzów: 5500 Sędzia: Csaba Dobrovits, Péter Tájok |

| 2 listopada 201619:35 | Islandia                  | 25:24(12:10) | Czechy         | Laugardalshöllin, Reykjavík Widzów: 2450 Sędzia: Duarte Santos, Ricardo Fonseca |
| 2 listopada 201619:35 | Guðjón Valur Sigurðsson 6 | 25:24(12:10) | 5 Jakub Hrstka | Laugardalshöllin, Reykjavík Widzów: 2450 Sędzia: Duarte Santos, Ricardo Fonseca |
| 2 listopada 201619:35 | 4× · 3×                   | 25:24(12:10) | 4× · 2×        | Laugardalshöllin, Reykjavík Widzów: 2450 Sędzia: Duarte Santos, Ricardo Fonseca |

| 5 listopada 201614:25 | Czechy          | 35:28(18:12) | Macedonia Północna | Sportovní hala města Plzně, Pilzno Widzów: 1400 Sędzia: Oscar Raluy Lopez, Angel Sabroso Ramirez |
| 5 listopada 201614:25 | Jakub Hrstka 10 | 35:28(18:12) | 9 Kirił Łazarow    | Sportovní hala města Plzně, Pilzno Widzów: 1400 Sędzia: Oscar Raluy Lopez, Angel Sabroso Ramirez |
| 5 listopada 201614:25 | 4× · 3×         | 35:28(18:12) | 4× · 2×            | Sportovní hala města Plzně, Pilzno Widzów: 1400 Sędzia: Oscar Raluy Lopez, Angel Sabroso Ramirez |

| 5 listopada 201618:00 | Ukraina              | 27:25(13:13) | Islandia          | Sport Manezh of Sumy State University, Sumy Widzów: 1500 Sędzia: Nenad Krstić, Peter Ljubić |
| 5 listopada 201618:00 | Viacheslav Sadovyi 5 | 27:25(13:13) | 6 Aron Pálmarsson | Sport Manezh of Sumy State University, Sumy Widzów: 1500 Sędzia: Nenad Krstić, Peter Ljubić |
| 5 listopada 201618:00 | 5× · 3×              | 27:25(13:13) | 4× · 3×           | Sport Manezh of Sumy State University, Sumy Widzów: 1500 Sędzia: Nenad Krstić, Peter Ljubić |

| 3 maja 201719:00 | Ukraina            | 26:23(14:12) | Czechy         | Sport Manezh of Sumy State University, Sumy Widzów: 1500 Sędzia: Aleksandar Pandžić, Ivan Mošorinski |
| 3 maja 201719:00 | Artem Kozakevych 7 | 26:23(14:12) | 9 Jakub Hrstka | Sport Manezh of Sumy State University, Sumy Widzów: 1500 Sędzia: Aleksandar Pandžić, Ivan Mošorinski |
| 3 maja 201719:00 | 6× · 3× · 1×       | 26:23(14:12) | 8× · 3× · 1×   | Sport Manezh of Sumy State University, Sumy Widzów: 1500 Sędzia: Aleksandar Pandžić, Ivan Mošorinski |

| 4 maja 201720:00 | Macedonia Północna | 30:25(15:13) | Islandia                  | Centrum sportowe „Boris Trajkowski”, Skopje Widzów: 6963 Sędzia: Lars Geipel, Marcus Helbig |
| 4 maja 201720:00 | Kirił Łazarow 11   | 30:25(15:13) | 6 Guðjón Valur Sigurðsson | Centrum sportowe „Boris Trajkowski”, Skopje Widzów: 6963 Sędzia: Lars Geipel, Marcus Helbig |
| 4 maja 201720:00 | 3× · 3×            | 30:25(15:13) | 4× · 3×                   | Centrum sportowe „Boris Trajkowski”, Skopje Widzów: 6963 Sędzia: Lars Geipel, Marcus Helbig |

| 6 maja 201714:00 | Czechy         | 32:25(14:13) | Ukraina              | Euronicshala, Zlin Widzów: 2000 Sędzia: Michael Johansson, Jasmin Kliko |
| 6 maja 201714:00 | Jakub Hrstka 7 | 32:25(14:13) | 5 Viacheslav Sadovyi | Euronicshala, Zlin Widzów: 2000 Sędzia: Michael Johansson, Jasmin Kliko |
| 6 maja 201714:00 | 5× · 3×        | 32:25(14:13) | 7× · 4× · 1×         | Euronicshala, Zlin Widzów: 2000 Sędzia: Michael Johansson, Jasmin Kliko |

| 7 maja 201719:45 | Islandia                  | 30:29(16:16) | Macedonia Północna | Laugardalshöllin, Reykjavík Widzów: 1750 Sędzia: Zigmārs Sondors , Renārs Līcis |
| 7 maja 201719:45 | Guðjón Valur Sigurðsson 7 | 30:29(16:16) | 8 Kirił Łazarow    | Laugardalshöllin, Reykjavík Widzów: 1750 Sędzia: Zigmārs Sondors , Renārs Līcis |
| 7 maja 201719:45 | 4× · 3×                   | 30:29(16:16) | 5× · 3×            | Laugardalshöllin, Reykjavík Widzów: 1750 Sędzia: Zigmārs Sondors , Renārs Līcis |

| 14 czerwca 201718:10 | Czechy        | 27:24(14:9) | Islandia                  | Městská sportovní hala Vodova, Brno Widzów: 2200 Sędzia: Vaidas Mažeika, Mindaugas Gatelis |
| 14 czerwca 201718:10 | Tomáš Babák 8 | 27:24(14:9) | 9 Guðjón Valur Sigurðsson | Městská sportovní hala Vodova, Brno Widzów: 2200 Sędzia: Vaidas Mažeika, Mindaugas Gatelis |
| 14 czerwca 201718:10 | 4× · 2×       | 27:24(14:9) | 1× · 4×                   | Městská sportovní hala Vodova, Brno Widzów: 2200 Sędzia: Vaidas Mažeika, Mindaugas Gatelis |

| 15 czerwca 201719:00 | Ukraina              | 27:27(14:18) | Macedonia Północna | Sport Manezh of Sumy State University, Sumy Widzów: 1200 Sędzia: Peter Brunovský, Vladimír Čanda |
| 15 czerwca 201719:00 | Viacheslav Sadovyi 7 | 27:27(14:18) | 8 Kirił Łazarow    | Sport Manezh of Sumy State University, Sumy Widzów: 1200 Sędzia: Peter Brunovský, Vladimír Čanda |
| 15 czerwca 201719:00 | 4× · 3×              | 27:27(14:18) | 1× · 3×            | Sport Manezh of Sumy State University, Sumy Widzów: 1200 Sędzia: Peter Brunovský, Vladimír Čanda |

| 18 czerwca 201718:45 | Islandia                  | 34:26(18:13) | Ukraina            | Laugardalshöllin, Reykjavík Widzów: 2500 Sędzia: Nenad Nikolić, Dušan Stojković |
| 18 czerwca 201718:45 | Guðjón Valur Sigurðsson 8 | 34:26(18:13) | 7 Stanislav Zhukov | Laugardalshöllin, Reykjavík Widzów: 2500 Sędzia: Nenad Nikolić, Dušan Stojković |
| 18 czerwca 201718:45 | 5× · 3×                   | 34:26(18:13) | 5× · 2×            | Laugardalshöllin, Reykjavík Widzów: 2500 Sędzia: Nenad Nikolić, Dušan Stojković |

| 18 czerwca 201720:00 | Macedonia Północna | 33:20(16:10) | Czechy                                                             | Centrum sportowe „Boris Trajkowski”, Skopje Widzów: 7000 Sędzia: Thierry Dentz, Denis Reibel |
| 18 czerwca 201720:00 | Kirił Łazarow 11   | 33:20(16:10) | 3 Jakub Hrstka 3 Miroslav Jurka 3 Tomáš Babák 3 Stanislav Kašpárek | Centrum sportowe „Boris Trajkowski”, Skopje Widzów: 7000 Sędzia: Thierry Dentz, Denis Reibel |
| 18 czerwca 201720:00 | 2× · 3×            | 33:20(16:10) | 6× · 3×                                                            | Centrum sportowe „Boris Trajkowski”, Skopje Widzów: 7000 Sędzia: Thierry Dentz, Denis Reibel |

### Grupa 5
| 2 listopada 201618:00 | Słowenia     | 32:27(12:15) | Szwajcaria       | Rdeča dvorana, Velenje Widzów: 1700 Sędzia: Martin Gjeding, Mads Hansen |
| 2 listopada 201618:00 | Blaž Janc 5  | 32:27(12:15) | 6 Manuel Liniger | Rdeča dvorana, Velenje Widzów: 1700 Sędzia: Martin Gjeding, Mads Hansen |
| 2 listopada 201618:00 | 7× · 2× · 1× | 32:27(12:15) | 7× · 2×          | Rdeča dvorana, Velenje Widzów: 1700 Sędzia: Martin Gjeding, Mads Hansen |

| 2 listopada 201619:00 | Niemcy            | 35:24(16:10) | Portugalia              | Rittal-Arena, Wetzlar Widzów: 4421 Sędzia: Vaidas Mazeika, Mindaugas Gatelis |
| 2 listopada 201619:00 | Matthias Musche 6 | 35:24(16:10) | 5 Daymaro Amador Salina | Rittal-Arena, Wetzlar Widzów: 4421 Sędzia: Vaidas Mazeika, Mindaugas Gatelis |
| 2 listopada 201619:00 | 6× · 3×           | 35:24(16:10) | 4× · 3×                 | Rittal-Arena, Wetzlar Widzów: 4421 Sędzia: Vaidas Mazeika, Mindaugas Gatelis |

| 5 listopada 201617:45 | Szwajcaria     | 22:23(11:12) | Niemcy             | Hallenstadion, Zurych Widzów: 10040 Sędzia: Sorin-Laurentiu Dinu, Constantin Din |
| 5 listopada 201617:45 | Andre Schmid 5 | 22:23(11:12) | 4 Steffen Weinhold | Hallenstadion, Zurych Widzów: 10040 Sędzia: Sorin-Laurentiu Dinu, Constantin Din |
| 5 listopada 201617:45 | 4× · 3×        | 22:23(11:12) | 4× · 4×            | Hallenstadion, Zurych Widzów: 10040 Sędzia: Sorin-Laurentiu Dinu, Constantin Din |

| 6 listopada 201615:00 | Portugalia        | 26:26(9:11) | Słowenia           | Pavilhão nº2 da Luz, Lizbona Widzów: 1582 Sędzia: Zigmars Sondors, Renars Licis |
| 6 listopada 201615:00 | Gilberto Duarte 5 | 26:26(9:11) | 6 Blaž Blagotinšek | Pavilhão nº2 da Luz, Lizbona Widzów: 1582 Sędzia: Zigmars Sondors, Renars Licis |
| 6 listopada 201615:00 | 3× · 4× · 1×      | 26:26(9:11) | 6× · 4×            | Pavilhão nº2 da Luz, Lizbona Widzów: 1582 Sędzia: Zigmars Sondors, Renars Licis |

| 3 maja 201720:00 | Słowenia       | 23:32(12:19) | Niemcy            | Arena Stožice, Lublana Widzów: 10000 Sędzia: Stevann Pichon, Laurent Reveret |
| 3 maja 201720:00 | Jure Dolenec 5 | 23:32(12:19) | 11 Uwe Gensheimer | Arena Stožice, Lublana Widzów: 10000 Sędzia: Stevann Pichon, Laurent Reveret |
| 3 maja 201720:00 | 3× · 3×        | 23:32(12:19) | 5× · 2×           | Arena Stožice, Lublana Widzów: 10000 Sędzia: Stevann Pichon, Laurent Reveret |

| 4 maja 201719:00 | Szwajcaria    | 25:27(11:13) | Portugalia        | Tissot Arena, Biel/Bienne Widzów: 3275 Sędzia: Mirza Kurtagic, Mattias Wetterwik |
| 4 maja 201719:00 | Lenny Rubin 7 | 25:27(11:13) | 6 Gilberto Duarte | Tissot Arena, Biel/Bienne Widzów: 3275 Sędzia: Mirza Kurtagic, Mattias Wetterwik |
| 4 maja 201719:00 | 4× · 3×       | 25:27(11:13) | 5× · 3× · 1×      | Tissot Arena, Biel/Bienne Widzów: 3275 Sędzia: Mirza Kurtagic, Mattias Wetterwik |

| 6 maja 201716:10 | Niemcy                                           | 25:20(14:10) | Słowenia        | Gerry Weber Stadion, Halle Widzów: 9300 Sędzia: Csaba Dobrovits, Péter Tájok |
| 6 maja 201716:10 | Patrick Wiencek 4 Fabian Wiede 4 Philipp Weber 4 | 25:20(14:10) | 5 Nik Heningman | Gerry Weber Stadion, Halle Widzów: 9300 Sędzia: Csaba Dobrovits, Péter Tájok |
| 6 maja 201716:10 | 5× · 1×                                          | 25:20(14:10) | 5× · 4×         | Gerry Weber Stadion, Halle Widzów: 9300 Sędzia: Csaba Dobrovits, Péter Tájok |

| 7 maja 201715:00 | Portugalia        | 27:22(17:10) | Szwajcaria     | Pavilhão Desportivo Municipal, Loulé Widzów: 1732 Sędzia: Jiří Opava, Pavel Válek |
| 7 maja 201715:00 | Fábio Magalhães 5 | 27:22(17:10) | 5 Andre Schmid | Pavilhão Desportivo Municipal, Loulé Widzów: 1732 Sędzia: Jiří Opava, Pavel Válek |
| 7 maja 201715:00 | 1× · 3×           | 27:22(17:10) | 2× · 3×        | Pavilhão Desportivo Municipal, Loulé Widzów: 1732 Sędzia: Jiří Opava, Pavel Válek |

| 14 czerwca 201719:30 | Portugalia                                                                | 26:29(16:15) | Niemcy  | Pavilhão Multiusos, Gondomar Widzów: 3000 Sędzia: Sławe Nikołow, Ǵorgi Naczewski |
| 14 czerwca 201719:30 | Pedro Portela 4 Gilberto Duarte 4 Fábio Antunes 4 Daymaro Amador Salina 4 | 26:29(16:15) |         | Pavilhão Multiusos, Gondomar Widzów: 3000 Sędzia: Sławe Nikołow, Ǵorgi Naczewski |
| 14 czerwca 201719:30 | 1× · 3× · 1×                                                              | 26:29(16:15) | 3× · 3× | Pavilhão Multiusos, Gondomar Widzów: 3000 Sędzia: Sławe Nikołow, Ǵorgi Naczewski |

| 14 czerwca 201720:15 | Szwajcaria   | 20:33(9:18) | Słowenia                          | BBC Arena, Szafuza Widzów: 1245 Sędzia: Javier Álvarez Mata, Yon Bustamante López |
| 14 czerwca 201720:15 | Luka Maros 6 | 20:33(9:18) | 5 Blaž Blagotinšek 5 Jure Dolenec | BBC Arena, Szafuza Widzów: 1245 Sędzia: Javier Álvarez Mata, Yon Bustamante López |
| 14 czerwca 201720:15 | 3× · 2×      | 20:33(9:18) | 2× · 3×                           | BBC Arena, Szafuza Widzów: 1245 Sędzia: Javier Álvarez Mata, Yon Bustamante López |

| 17 czerwca 201720:00 | Słowenia                                      | 28:18(12:9) | Portugalia        | Športna dvorana Bonifika, Koper Widzów: 3500 Sędzia: Jónas Elíasson, Anton Pálsson |
| 17 czerwca 201720:00 | Gašper Marguč 4 Jure Dolenec 4 Marko Bezjak 4 | 28:18(12:9) | 4 Fabio Magalhães | Športna dvorana Bonifika, Koper Widzów: 3500 Sędzia: Jónas Elíasson, Anton Pálsson |
| 17 czerwca 201720:00 | 6× · 4×                                       | 28:18(12:9) | 6× · 4×           | Športna dvorana Bonifika, Koper Widzów: 3500 Sędzia: Jónas Elíasson, Anton Pálsson |

| 18 czerwca 201715:00 | Niemcy            | 29:22(12:13) | Szwajcaria      | ÖVB Arena, Brema Widzów: 8900 Sędzia: Aleksandar Pandžić, Ivan Mošorinski |
| 18 czerwca 201715:00 | Marcel Schiller 7 | 29:22(12:13) | 10 Andre Schmid | ÖVB Arena, Brema Widzów: 8900 Sędzia: Aleksandar Pandžić, Ivan Mošorinski |
| 18 czerwca 201715:00 | 3× · 4×           | 29:22(12:13) | 3× · 4×         | ÖVB Arena, Brema Widzów: 8900 Sędzia: Aleksandar Pandžić, Ivan Mošorinski |

### Grupa 6
| 2 listopada 201619:30 | Rosja                                 | 31:31(13:13) | Słowacja         | Pałac Sportu Dynamo, Moskwa Widzów: 1665 Sędzia: Matija Gubica, Boris Milosević |
| 2 listopada 201619:30 | Sergey Shelmenko 6 Dmitrij Żytnikow 6 | 31:31(13:13) | 10 Radoslav Antl | Pałac Sportu Dynamo, Moskwa Widzów: 1665 Sędzia: Matija Gubica, Boris Milosević |
| 2 listopada 201619:30 | 5× · 3× · 1×                          | 31:31(13:13) | 5× · 3×          | Pałac Sportu Dynamo, Moskwa Widzów: 1665 Sędzia: Matija Gubica, Boris Milosević |

| 3 listopada 201619:15 | Szwecja            | 36:21(14:9) | Czarnogóra                    | FFS Arena, Lund Widzów: 3016 Sędzia: Fabian Baumgart, Sascha Wild |
| 3 listopada 201619:15 | Jim Gottfridsson 6 | 36:21(14:9) | 5 Stefan Cavor 5 Vuko Borozan | FFS Arena, Lund Widzów: 3016 Sędzia: Fabian Baumgart, Sascha Wild |
| 3 listopada 201619:15 | 4× · 3×            | 36:21(14:9) | 4× · 3×                       | FFS Arena, Lund Widzów: 3016 Sędzia: Fabian Baumgart, Sascha Wild |

| 5 listopada 201618:00 | Słowacja        | 17:21(8:15) | Szwecja                            | Steel Aréna, Koszyce Widzów: 7143 Sędzia: Bojan Lah, David Sok |
| 5 listopada 201618:00 | Radoslav Antl 6 | 17:21(8:15) | 5 Jim Gottfridsson 5 Niclas Ekberg | Steel Aréna, Koszyce Widzów: 7143 Sędzia: Bojan Lah, David Sok |
| 5 listopada 201618:00 | 3× · 2×         | 17:21(8:15) | 6× · 3×                            | Steel Aréna, Koszyce Widzów: 7143 Sędzia: Bojan Lah, David Sok |

| 6 listopada 201620:00 | Czarnogóra      | 24:24(12:11) | Rosja          | Sportska Dvorana Topolica, Bar Widzów: 2150 Sędzia: Péter Horváth, Balázs Marton |
| 6 listopada 201620:00 | Vuko Borozan 10 | 24:24(12:11) | 8 Pawieł Atman | Sportska Dvorana Topolica, Bar Widzów: 2150 Sędzia: Péter Horváth, Balázs Marton |
| 6 listopada 201620:00 | 3× · 3×         | 24:24(12:11) | 5× · 3×        | Sportska Dvorana Topolica, Bar Widzów: 2150 Sędzia: Péter Horváth, Balázs Marton |

| 3 maja 201718:30 | Słowacja      | 27:27(13:15) | Czarnogóra      | Športová hala, Hlohovec Widzów: 1950 Sędzia: Jónas Elíasson, Anton Pálsson |
| 3 maja 201718:30 | Tomáš Urban 9 | 27:27(13:15) | 11 Vuko Borozan | Športová hala, Hlohovec Widzów: 1950 Sędzia: Jónas Elíasson, Anton Pálsson |
| 3 maja 201718:30 | 7× · 3×       | 27:27(13:15) | 9× · 3× · 2×    | Športová hala, Hlohovec Widzów: 1950 Sędzia: Jónas Elíasson, Anton Pálsson |

| 3 maja 201719:15 | Rosja               | 21:29(10:17) | Szwecja         | Sibur Arena, Petersburg Sędzia: Ivan Caçador, Eurico Nicolau |
| 3 maja 201719:15 | Aleksandr Dereven 5 | 21:29(10:17) | 9 Niclas Ekberg | Sibur Arena, Petersburg Sędzia: Ivan Caçador, Eurico Nicolau |
| 3 maja 201719:15 | 3× · 3×             | 21:29(10:17) | 1× · 3×         | Sibur Arena, Petersburg Sędzia: Ivan Caçador, Eurico Nicolau |

| 6 maja 201717:15 | Szwecja              | 25:21(10:11) | Rosja         | Saab Arena, Linköping Widzów: 5511 Sędzia: Andreu Marín, Ignacio García Serradilla |
| 6 maja 201717:15 | Mattias Zachrisson 7 | 25:21(10:11) | 6 Igor Soroka | Saab Arena, Linköping Widzów: 5511 Sędzia: Andreu Marín, Ignacio García Serradilla |
| 6 maja 201717:15 | 3× · 2×              | 25:21(10:11) | 1× · 2×       | Saab Arena, Linköping Widzów: 5511 Sędzia: Andreu Marín, Ignacio García Serradilla |

| 6 maja 201720:00 | Czarnogóra        | 31:30(16:14) | Słowacja                                                         | Sportska dvorana Nikoljac, Bijelo Polje Widzów: 2260 Sędzia: Thierry Dentz, Denis Reibel |
| 6 maja 201720:00 | Nemanja Grbović 8 | 31:30(16:14) | 4 Oliver Rábek 4 Andrej Petro 4 Dominik Krok 4 Martin Straňovský | Sportska dvorana Nikoljac, Bijelo Polje Widzów: 2260 Sędzia: Thierry Dentz, Denis Reibel |
| 6 maja 201720:00 | 7× · 3×           | 31:30(16:14) | 5× · 3×                                                          | Sportska dvorana Nikoljac, Bijelo Polje Widzów: 2260 Sędzia: Thierry Dentz, Denis Reibel |

| 14 czerwca 2017 | Czarnogóra      | 28:24(16:7) | Szwecja           | Sportski centar, Nikšić Widzów: 3600 Sędzia: Václav Horáček, Jiří Novotný |
| 14 czerwca 2017 | Vuko Borozan 10 | 28:24(16:7) | 5 Albin Lagergren | Sportski centar, Nikšić Widzów: 3600 Sędzia: Václav Horáček, Jiří Novotný |
| 14 czerwca 2017 | 4× · 2×         | 28:24(16:7) | 2×                | Sportski centar, Nikšić Widzów: 3600 Sędzia: Václav Horáček, Jiří Novotný |

| 14 czerwca 2017 | Słowacja      | 24:25(12:12) | Rosja               | Zimný štadión Ondreja Nepelu, Bratysława Widzów: 6965 Sędzia: Sorin Laurenţiu Dinu, Constantin Din |
| 14 czerwca 2017 | Tomáš Urban 9 | 24:25(12:12) | 6 Daniil Shishkarev | Zimný štadión Ondreja Nepelu, Bratysława Widzów: 6965 Sędzia: Sorin Laurenţiu Dinu, Constantin Din |
| 14 czerwca 2017 | 6× · 2×       | 24:25(12:12) | 4× · 4×             | Zimný štadión Ondreja Nepelu, Bratysława Widzów: 6965 Sędzia: Sorin Laurenţiu Dinu, Constantin Din |

| 17 czerwca 201715:00 | Rosja                               | 27:27(16:11) | Czarnogóra     | Uniwersalny Kompleks Sportowy CSKA, Moskwa Widzów: 2000 Sędzia: Jesper Kirkholm Madsen, Henrik Mortensen |
| 17 czerwca 201715:00 | Dmitrii Kiselev 6 Dmitry Kovalyov 6 | 27:27(16:11) | 7 Vuko Borozan | Uniwersalny Kompleks Sportowy CSKA, Moskwa Widzów: 2000 Sędzia: Jesper Kirkholm Madsen, Henrik Mortensen |
| 17 czerwca 201715:00 | 3× · 3×                             | 27:27(16:11) | 6× · 3×        | Uniwersalny Kompleks Sportowy CSKA, Moskwa Widzów: 2000 Sędzia: Jesper Kirkholm Madsen, Henrik Mortensen |

| 17 czerwca 201717:15 | Szwecja                           | 31:17(14:7) | Słowacja         | Sparbanken Lidköping Arena, Lidköping Widzów: 2039 Sędzia: Igor Covalciuc, Alexei Covalciuc |
| 17 czerwca 201717:15 | Jerry Tollbring 5 Niclas Ekberg 5 | 31:17(14:7) | 4 Patrik Hruščák | Sparbanken Lidköping Arena, Lidköping Widzów: 2039 Sędzia: Igor Covalciuc, Alexei Covalciuc |
| 17 czerwca 201717:15 | 2× · 3×                           | 31:17(14:7) | 1× · 3×          | Sparbanken Lidköping Arena, Lidköping Widzów: 2039 Sędzia: Igor Covalciuc, Alexei Covalciuc |

### Grupa 7
| 2 listopada 201619:00 | Norwegia           | 35:26(20:14) | Belgia            | Bodø Spektrum, Bodø Widzów: 2252 Sędzia: Radojko Brkic, Andrei Jusufhodzic |
| 2 listopada 201619:00 | Espen Lie Hansen 7 | 35:26(20:14) | 6 Damian Kedziora | Bodø Spektrum, Bodø Widzów: 2252 Sędzia: Radojko Brkic, Andrei Jusufhodzic |
| 2 listopada 201619:00 | 3× · 3×            | 35:26(20:14) | 3× · 3×           | Bodø Spektrum, Bodø Widzów: 2252 Sędzia: Radojko Brkic, Andrei Jusufhodzic |

| 3 listopada 201619:00 | Francja       | 37:20(21:7) | Litwa              | Palais des sports, Pau Widzów: 6500 Sędzia: Dimitar Mitrevski, Blagojche Todorovski |
| 3 listopada 201619:00 | Kentin Mahé 7 | 37:20(21:7) | 4 Skirmantas Plėta | Palais des sports, Pau Widzów: 6500 Sędzia: Dimitar Mitrevski, Blagojche Todorovski |
| 3 listopada 201619:00 | 1× · 3×       | 37:20(21:7) | 3× · 3×            | Palais des sports, Pau Widzów: 6500 Sędzia: Dimitar Mitrevski, Blagojche Todorovski |

| 6 listopada 201615:30 | Belgia            | 37:38(19:17) | Francja        | Country Hall Ethias Liège, Liège Widzów: 4200 Sędzia: Arnar Sigurjónsson, Svavar Ólafur Pétursson |
| 6 listopada 201615:30 | Damian Kedziora 8 | 37:38(19:17) | 11 Kentin Mahé | Country Hall Ethias Liège, Liège Widzów: 4200 Sędzia: Arnar Sigurjónsson, Svavar Ólafur Pétursson |
| 6 listopada 201615:30 | 5× · 3× · 1×      | 37:38(19:17) | 3× · 3×        | Country Hall Ethias Liège, Liège Widzów: 4200 Sędzia: Arnar Sigurjónsson, Svavar Ólafur Pétursson |

| 6 listopada 201618:00 | Litwa                 | 32:29(15:16) | Norwegia            | Siemens Arena, Wilno Widzów: 2100 Sędzia: Nenad Nikolić, Dusan Stojković |
| 6 listopada 201618:00 | Rolandas Bernatonis 8 | 32:29(15:16) | 9 Kristian Bjørnsen | Siemens Arena, Wilno Widzów: 2100 Sędzia: Nenad Nikolić, Dusan Stojković |
| 6 listopada 201618:00 | 5× · 3×               | 32:29(15:16) | 2× · 3×             | Siemens Arena, Wilno Widzów: 2100 Sędzia: Nenad Nikolić, Dusan Stojković |

| 3 maja 201718:30 | Norwegia          | 35:30(12:11) | Francja        | Oslo Spektrum, Oslo Widzów: 6900 Sędzia: Sławe Nikołow, Ǵorgi Naczewski |
| 3 maja 201718:30 | Sander Sagosen 13 | 35:30(12:11) | 7 Nedim Remili | Oslo Spektrum, Oslo Widzów: 6900 Sędzia: Sławe Nikołow, Ǵorgi Naczewski |
| 3 maja 201718:30 | 2× · 3×           | 35:30(12:11) | 3× · 3×        | Oslo Spektrum, Oslo Widzów: 6900 Sędzia: Sławe Nikołow, Ǵorgi Naczewski |

| 3 maja 201720:30 | Belgia             | 29:33(18:15) | Litwa                  | Sportoase Philipssite, Leuven Widzów: 700 Sędzia: Igor Covalciuc, Alexei Covalciuc |
| 3 maja 201720:30 | Damian Kedziora 11 | 29:33(18:15) | 13 Aidenas Malasinskas | Sportoase Philipssite, Leuven Widzów: 700 Sędzia: Igor Covalciuc, Alexei Covalciuc |
| 3 maja 201720:30 | 5× · 3×            | 29:33(18:15) | 5× · 4×                | Sportoase Philipssite, Leuven Widzów: 700 Sędzia: Igor Covalciuc, Alexei Covalciuc |

| 6 maja 201718:00 | Francja           | 28:24(13:10) | Norwegia                         | Maison des Sports, Clermont-Ferrand Widzów: 4800 Sędzia: Óscar Raluy López, Ángel Sabroso Ramírez |
| 6 maja 201718:00 | Daniel Narcisse 8 | 28:24(13:10) | 5 Sander Sagosen 5 Magnus Jøndal | Maison des Sports, Clermont-Ferrand Widzów: 4800 Sędzia: Óscar Raluy López, Ángel Sabroso Ramírez |
| 6 maja 201718:00 | 6× · 3×           | 28:24(13:10) | 4× · 3×                          | Maison des Sports, Clermont-Ferrand Widzów: 4800 Sędzia: Óscar Raluy López, Ángel Sabroso Ramírez |

| 7 maja 201718:00 | Litwa                  | 33:28(18:11) | Belgia            | Siemens Arena, Wilno Widzów: 2300 Sędzia: Per Olesen, Claus Gramm Pedersen |
| 7 maja 201718:00 | Jonas Truchanovicius 6 | 33:28(18:11) | 5 Damian Kedziora | Siemens Arena, Wilno Widzów: 2300 Sędzia: Per Olesen, Claus Gramm Pedersen |
| 7 maja 201718:00 | 5× · 2×                | 33:28(18:11) | 5× · 3×           | Siemens Arena, Wilno Widzów: 2300 Sędzia: Per Olesen, Claus Gramm Pedersen |

| 14 czerwca 201719:00 | Litwa                  | 25:26(12:12) | Francja       | Švyturys Arena, Kłajpeda Widzów: 2546 Sędzia: Csaba Kékes, Pál Kékes |
| 14 czerwca 201719:00 | Jonas Truchanovicius 6 | 25:26(12:12) | 6 Kentin Mahé | Švyturys Arena, Kłajpeda Widzów: 2546 Sędzia: Csaba Kékes, Pál Kékes |
| 14 czerwca 201719:00 | 2× · 3×                | 25:26(12:12) | 3× · 3×       | Švyturys Arena, Kłajpeda Widzów: 2546 Sędzia: Csaba Kékes, Pál Kékes |

| 14 czerwca 201720:30 | Belgia       | 27:43(15:20) | Norwegia              | Sportoase Philipssite, Leuven Widzów: 1170 Sędzia: Nenad Krstić, Peter Ljubič |
| 14 czerwca 201720:30 | Tom Robyns 6 | 27:43(15:20) | 7 Bjarte Håkon Myrhol | Sportoase Philipssite, Leuven Widzów: 1170 Sędzia: Nenad Krstić, Peter Ljubič |
| 14 czerwca 201720:30 | 4× · 2×      | 27:43(15:20) | 3× · 1×               | Sportoase Philipssite, Leuven Widzów: 1170 Sędzia: Nenad Krstić, Peter Ljubič |

| 17 czerwca 201719:30 | Norwegia                               | 30:20(15:10) | Litwa                                        | Oslo Spektrum, Oslo Widzów: 6507 Sędzia: Matija Gubica, Boris Milošević |
| 17 czerwca 201719:30 | Sander Sagosen 5 Bjarte Håkon Myrhol 5 | 30:20(15:10) | 5 Aidenas Malasinskas 5 Jonas Truchanovicius | Oslo Spektrum, Oslo Widzów: 6507 Sędzia: Matija Gubica, Boris Milošević |
| 17 czerwca 201719:30 | 1× · 3×                                | 30:20(15:10) | 4× · 4×                                      | Oslo Spektrum, Oslo Widzów: 6507 Sędzia: Matija Gubica, Boris Milošević |

| 17 czerwca 201719:45 | Francja             | 32:28(18:14) | Belgia                                           | L'Axone, Montbéliard Widzów: 4800 Sędzia: Mirza Kurtagic, Mattias Wetterwik |
| 17 czerwca 201719:45 | William Accambray 8 | 32:28(18:14) | 6 Simon Ooms 6 Damian Kedziora 6 Jeroen De Beule | L'Axone, Montbéliard Widzów: 4800 Sędzia: Mirza Kurtagic, Mattias Wetterwik |
| 17 czerwca 201719:45 | 1× · 3×             | 32:28(18:14) | 2× · 2×                                          | L'Axone, Montbéliard Widzów: 4800 Sędzia: Mirza Kurtagic, Mattias Wetterwik |

### Ranking drużyn z trzecich miejsc
Najlepszy zespół z trzeciego miejsca awansuje do Mistrzostw Europy 2018. O kolejności decydować będzie liczba zdobytych punktów wyłączając mecze z ostatnią drużyną w tabeli.